# Andigena nigrirostris
Andigena nigrirostris е вид птица от семейство Туканови (Ramphastidae).

## Разпространение
Видът е разпространен във Венецуела, Еквадор и Колумбия.